# Hercules Kruger
Pour les articles homonymes, voir Kruger.
Pas d'image ? Cliquez ici

a Compétitions nationales et continentales officielles uniquement.

Dernière mise à jour le 10 novembre 2021.
 Hercules « Herkie » Christiaan Kruger, né le 21 mars 1979, à Kempton Park (Afrique du Sud), est un joueur sud-africain de rugby à XV pouvant occuper les postes de demi d'ouverture et de centre. 

## Biographie
Herkie Kruger a une longue carrière en Afrique du Sud. Bien qu’il soit originaire de la région de Johannesburg, il intègre les équipes de jeunes du Natal et grimpe les échelons jusqu’à disputer la Currie Cup avec les Natal Sharks et le Super 12/14 avec les Sharks. En 2005, il s’engage avec les Griquas de Kimberley (Currie Cup), et rejoue en Super 14 en 2006 en intégrant le noyau des Central Cheetahs pour qui il joue jusqu’en 2008. 
Il effectue aussi deux passages en Europe, d’abord à Calvisano en 2005-06, puis à Aurillac où il arrive en novembre 2008 en compagnie de ses compatriotes Stephan Gerber et Erasmus Jansen van Vuuren.